# Stevan Moljević
Stevan Moljević (6 janvier 1888 - 15 novembre 1959) est un homme politique, avocat et publiciste yougoslave et serbe.
Il est président du Club yougoslave-français, président du Club yougoslave-britannique, président du Rotary International Club de Yougoslavie et membre du Comité national central de Yougoslavie (CNK) pendant la Seconde Guerre mondiale. Dans son mémorandum de 1941 Serbie homogène, Moljević préconisa la création de la Grande Serbie et son nettoyage ethnique de la population non serbe,,.
Après la guerre, Moljević est condamné à 20 ans de prison pour crimes de guerre et trahison. Il meurt en prison en 1959.